# Curtains (Elton-John-Lied)
Curtains (dt. „Vorhänge“) ist ein Musiktitel des britischen Sängers und Komponisten Elton John, der Liedtext wurde von Bernie Taupin geschrieben.
Das Album „Captain Fantastic and the Brown Dirt Cowboy“ wurde als Konzeptalbum realisiert und greift in chronologischer Reihenfolge sowie in autobiographischer Absicht Johns und Taupins Leben in London in den Jahren von 1967 bis 1970 auf. „Curtains“ ist das zehnte von zehn Liedern.

## Hintergrund
„Curtains“ sind die fallenden Vorhänge für das Konzeptalbum „Captain Fantastic and the Brown Dirt Cowboy“, eine lyrische Parabel Taupins.
Die erste gemeinsame Komposition von John und Taupin war 1967 das kommerziell niemals vermarktete Lied „Scarecrow“ (dt.: Vogelscheuche, Strohmann). Diese erste Demoaufnahme beim Musikverleger Dick James Music durfte Taupin seinem Onkel Henry und seiner Tante Tati in Putney (London) vorspielen, das erste hörbare Ergebnis seiner Kooperation mit John. Für John und Taupin war sie Freude, weil Hoffnung auf eine künstlerische Zukunft, gleichzeitig auch Sorge, denn die Zweifel und die Furcht vor dem Scheitern waren groß („I used to know this old scarecrow, he was my song, my joy and sorrow“).
Der Farmerjunge Taupin vergleicht dieses erste Lied mit einem zufällig zwischen den Saatfurchen eines nicht mehr bestellten Ackers wachsenden Löwenzahn. Seine ersten Texte sind für ihn kindische Worte („I once wrote these childish words for you“), aber jeder muss sein „es war einmal“ haben („You must have had a once upon a time“).
„Captain Fantastic and the Brown Dirt Cowboy“ wurden 2006 konzeptionell mit dem Album „The Captain & the Kid“ fortgesetzt.

## Besetzung
- Elton John – Gesang, Klavier, Cembalo, Mellotron
- Davey Johnstone – Gitarre, Hintergrundgesang
- Dee Murray – Bassgitarre, Hintergrundgesang
- Nigel Olsson – Schlagzeug, Hintergrundgesang
- Ray Cooper – Tamburin, Congas, Glockenspiel
- David Hentschel – ARP Synthesizer

## Produktion
- Gus Dudgeon – Produzent